# Wellington Yueh
Wellington Yueh es un personaje fundamental en Dune, la primera novela de la saga de novelas de ciencia ficción de Frank Herbert. Doctor Suk al servicio de la Casa Atreides, mentor de Paul Atreides, su esposa fue secuestrada por el Barón Vladimir Harkonnen, por lo que traicionando al Duque Leto y su condicionamiento Suk desconecta los reactores de la ciudadela, propiciando la caída de Arrakis. No obstante, antes de ser asesinado por el Mentat Piter De Vries, facilita la huida de Dama Jessica y Paul al desierto, e implanta un diente envenenado al Duque Leto para que pueda vengarse del Barón Harkonnen, venganza que debido al estado del Duque no se llevará a cabo, muriendo el Mentat Piter de Vries en su lugar.